# یواس‌اس گالت (اس‌اس-۳۶۱)
یواس‌اس گالت (اس‌اس-۳۶۱) (به انگلیسی: USS Golet (SS-361)) یک زیردریایی بود که طول آن ۳۱۱ فوت ۹ اینچ (۹۵٫۰۲ متر) بود. این زیردریایی در سال ۱۹۴۳ ساخته شد.